# Tombe Morte

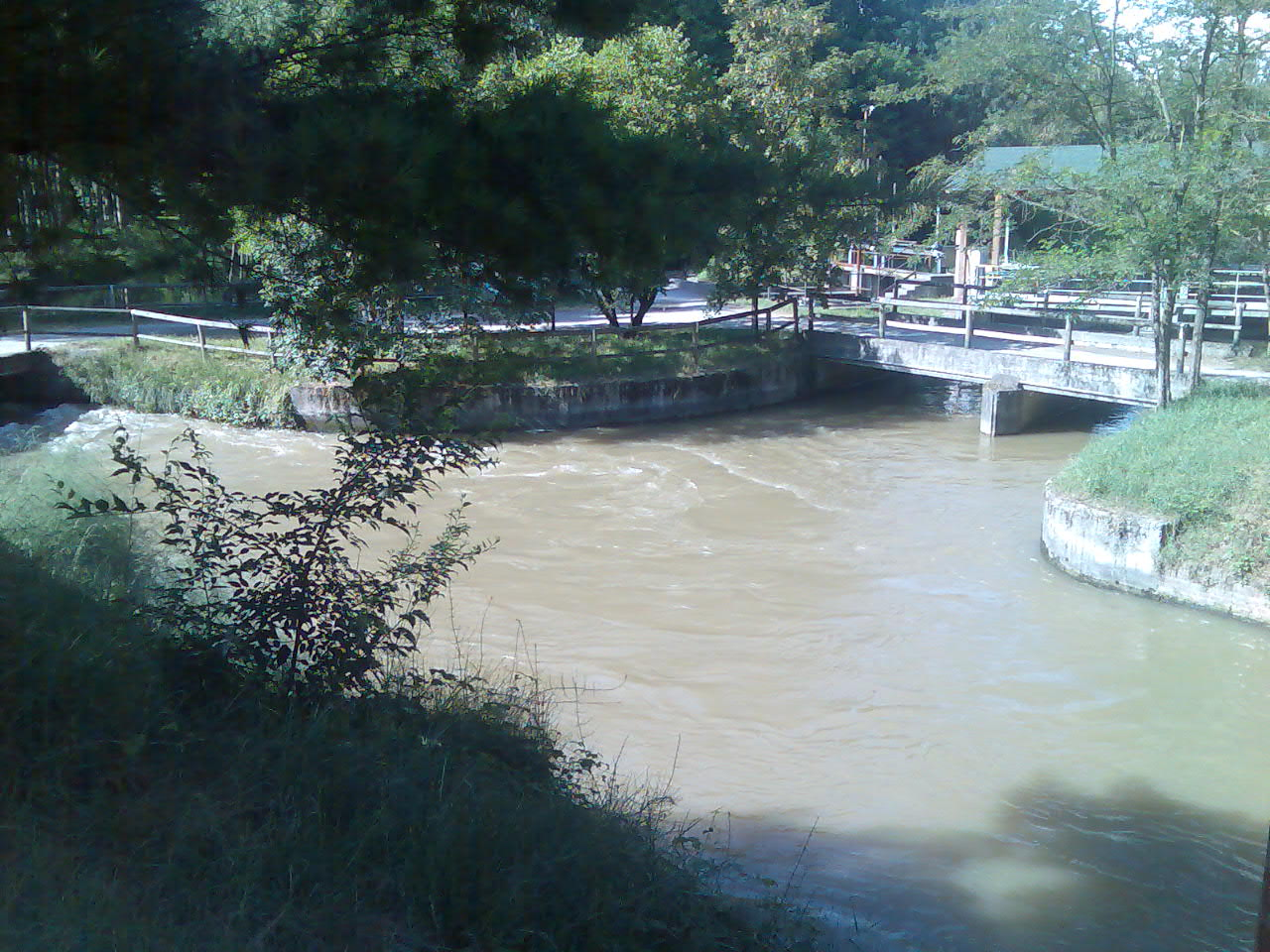
”Tombe Morte” de Genivolta: le canal d’écoulement se détache du Naviglio Civico

Les Tombe Morte (connues aussi sous le nom de Le Formose) sont un important nœud hydraulique sur le territoire de la commune de Genivolta, dans le secteur centre-septentrional de la Province de Crémone en Italie du nord.

## Hydrographie
Dans un espace de quelques centaines de mètres carrés s’entrecroisent, s’échangeant réciproquement les eaux grâce à un ingénieux système de barrage, trois cours d’eau d’une certaine importance (Naviglio di Cremona, Naviglio Pallavicino et Canale Vacchelli) .
De ce nœud, se détachent une dizaine de petits canaux et un “scolmatore” qui décharge dans Oglio l’éventuel excès d’eau.
La raison pour que tant de cours d’eau se rencontrent en ce lieu est à attribuer aux caractéristiques morphologiques de ce morceau de plaine du Pô. La section nord-orientale de la province de Crémone est sillonnée par une vallée fluviale enclavée, dite valle del Morbasco ou valle dei Navigli. Cette vallée débute dans la partie du territoire entre Romanengo et Soncino et est identifiable avec précision à quelques km au sud de Soresina. Le fond de la vallée, situé à une dizaine de mètres sous le niveau normal de la plaine, fut dans le passé le lit naturel d’un cours d’eau encore existant, le Morbasco, qui accueille actuellement les lits du Naviglio Civico di Cremona et du Naviglio Grande Pallavicino. A l’endroit des « Tombe Morte” se trouve un rétrécissement de la vallée qui oblige les cours d’eau à se rapprocher puis à se rencontrer, pour se séparer de nouveau dès que la vallée s’élargit.

## Origine du nom

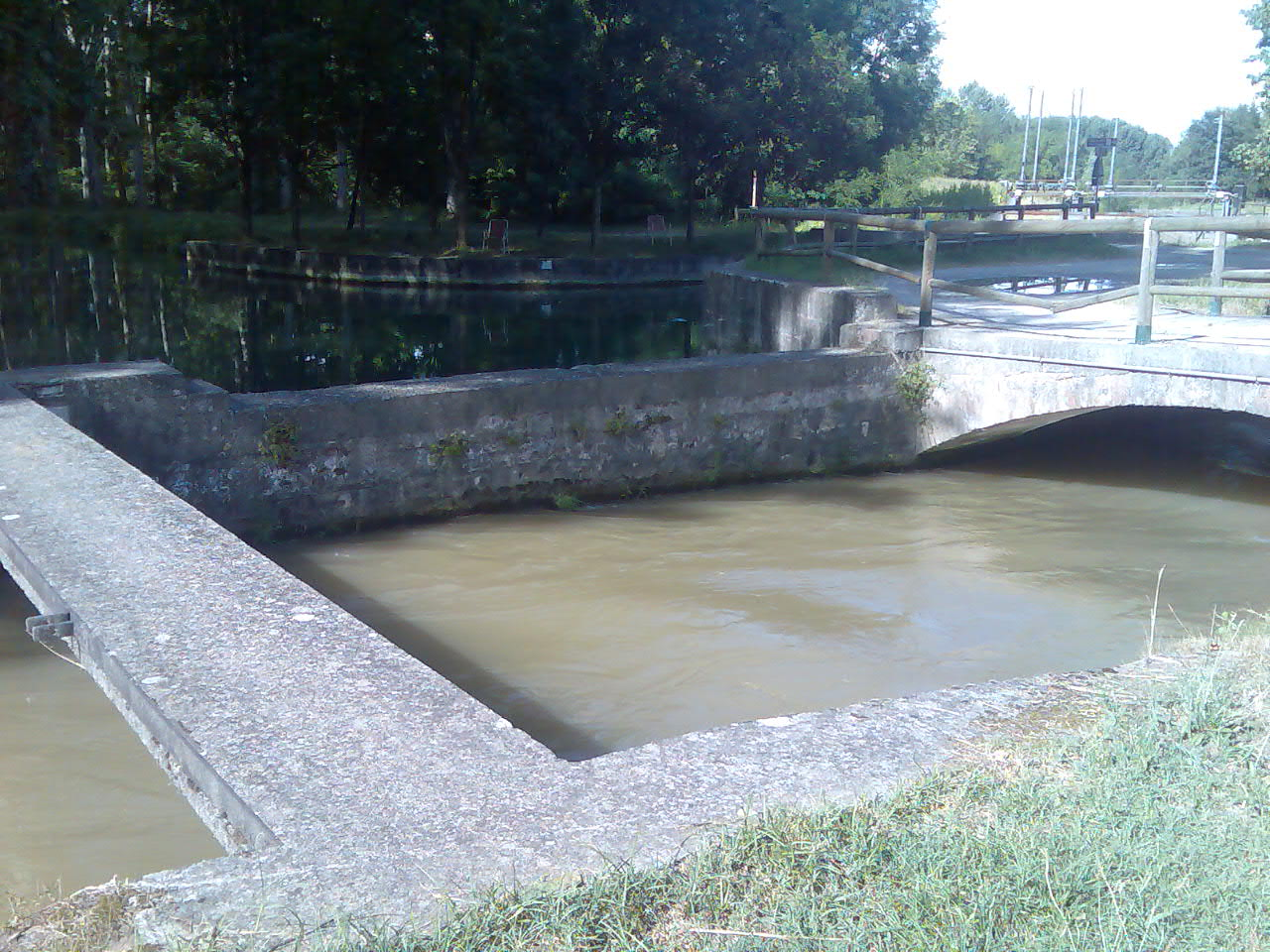
La tomba où le Naviglio Pallavicino passe sous le Naviglio di Cremona

Le nom du lieu, de prime abord, peu apparaître comme macabre et d’une origine plutôt controversée.
Pour ceux qui s’occupe d’hydraulique (en Italie) le terme tomba est synonyme de siphon, c’est-à-dire cet artifice qui permet à un cours d’eau de passer sous un autre par le principe des vases communicants.
Une autre hypothèse, remonte aux années 1970 quand furent retrouvées une dizaine de tombes, qui, vu la construction en briques semi-cuites, remonteraient à l’époque romaine. Le cimetière était entrée dans l’esprit de la population locale qui en aurait donné le nom à ce lieu.

## Sources
- (it) Cet article est partiellement ou en totalité issu de l’article de Wikipédia en italien intitulé « Tombe Morte » (voir la liste des auteurs).